# Carbamat

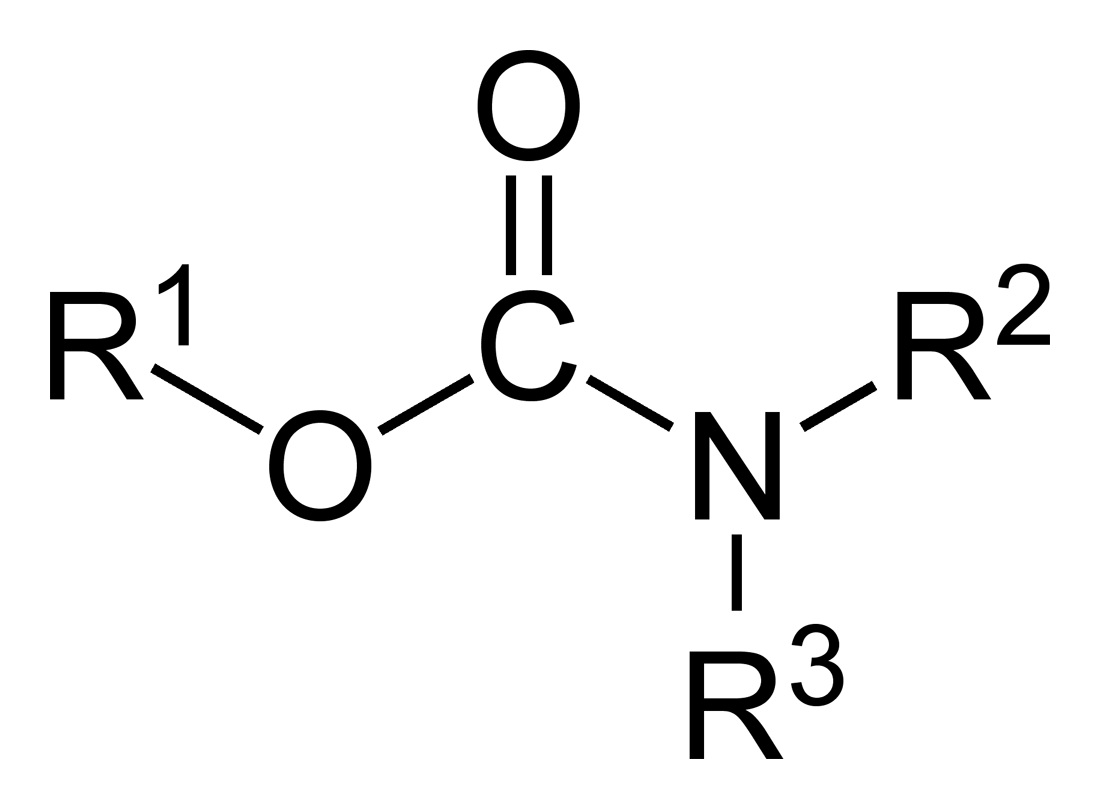
Structura chimică generală a carbamaților

Un carbamat este un compus organic derivat de la acidul carbamic (NH2COOH). Grupa carbamat, esterii carbamați (de exemplu etil-carbamat) și acizii carbamici sunt grupe funcționale asemănătoare structural. Esterii carbamaților mai sunt cunoscuți și ca uretani.

## Obținere
Acizii carbamici sunt instabili, însă sărurile lor sunt cunoscute. De exemplu, carbamatul de amoniu, un intermediar în obținerea ureei, poate fi obținut prin tratarea amoniacului cu dioxid de carbon:
2 NH3  +  CO2   →    NH4[H2NCO2]
Carbamații pot fi de asemenea obținuți prin hidroliza cloroformamidelor, reacție urmată de esterificare:
R2NC(O)Cl + H2O → R2NCO2H + HCl
Carbamații se pot obține prin rearanjare Curtius, prin care izocianații formați reacționează cu un alcool:
RNCO + R′OH → RNHCO2R′

## Proprietăți chimice

### Descompunerea carbamatului
Carbamatul de amoniu se descompune în dioxid de carbon și amoniac, chiar și în stare solidă:
NH2CO2NH4 → 2NH3 + CO2
După descompunere, se hidratează reversibil:
NH2CO2NH4 + H2O → (NH4)2CO3